# Mareva Georges
 (décembre 2018).
Mareva Georges, née le 29 mai 1969, est une reine de beauté et une mannequin française. 
Elle a été élue Miss Tahiti 1990, puis Miss France 1991. Elle est la 61e Miss France.

## Biographie
Mareva Georges est d'origine allemande par son père, et Polynésienne et Américaine par sa mère. Elle est la nièce d'Edna Tepava, Miss Tahiti 1973 et Miss France 1974, et la cousine de Vaimalama Chaves, Miss Tahiti 2018 et Miss France 2019.
Mareva Georges commence jeune sa carrière dans le mannequinat. 
Son compagnon de l'époque, Matahi Salmon, l'a incitée à se présenter au concours Miss France, alors qu'ils faisaient tous deux leurs études à Aix-en-Provence.[réf. souhaitée]
Mareva Georges est élue Miss Tahiti 1990 à Punaauia (dans sa ville natale) à Tahiti. Son titre la qualifie pour l'élection de Miss France 1991.

## Miss France 1991

### Élection
L'élection de Miss France 1991 se déroule le 30 décembre 1990 au CNIT Paris La Défense. Elle est retransmise sur FR3 et présentée par Yves Lecoq. Mareva Georges, 21 ans, est élue Miss France face à 43 candidates. Elle est la deuxième Miss Tahiti élue Miss France, 17 ans après sa tante Edna Tepava, et succède à Gaëlle Voiry, Miss France 1990.
Ses dauphines sont :
- 1re dauphine : Catherine Claysse, Miss Littoral-Nord, 1re dauphine de Miss International au Japon ;
- 2e dauphine : Anne-Marie Poggy, Miss Bretagne ;
- 3e dauphine : Francette Bulin, Miss Guadeloupe ;
- 4e dauphine : Céline Cassagnes, Miss Midi-Pyrénées, Miss Model of the World 1991.

### Année de Miss France
Alors qu'elle est élue Miss France, Mareva Georges met en pause son projet de mariage avec Matahi Salmon (une Miss France n'a pas le droit de se marier), ils ne vivront pas ensemble non plus dans le même appartement ; les deux situations étant interdites par le Comité Miss France.
Le 17 mai 1991, Mareva représente la France au concours Miss Univers 1991 à Las Vegas. Finalistes, elle fait partie du Top 10 de l'élection (9e sur 77 candidates).
Le 28 décembre 1991, elle est demi-finaliste (classée dans le Top 10) du concours Miss Monde 1991 qui a lieu à Atlanta aux États-Unis. 
Elle n'est pas présente lors de l'élection de Miss France 1992 se déroulant au CNIT Paris La Défense pour transmettre sa couronne, étant retenue pour l'élection de Miss Monde. Elle s'en explique lors d'un duplex entre la France et les États-Unis.
Finalement, elle arrive en fin de cérémonie pour remettre la couronne à Linda Hardy, Miss Pays de la Loire 1991 et Miss France 1992.

## Carrière post Miss France
Le 14 décembre 2003, elle est membre du jury de l'élection de Miss France 2004 se déroulant à Deauville et retransmise en direct sur TF1.
Mareva Georges est l'épouse de Paul Marciano, propriétaire et créateur-designer pour les marques Guess - Guess by Marciano - Guess Jeans - Diesel - Gasoline.[réf. souhaitée] Ils sont les heureux parents de deux enfants : un garçon et une petite fille.[réf. souhaitée]
Elle défile et pose pour les différentes marques de son époux.[réf. souhaitée]
Elle fait aujourd'hui[Quand ?] la promotion du tourisme à Tahiti aux États-Unis. Elle est aussi animatrice d'une émission à la télévision américaine sur les sports de glisse[réf. souhaitée].
Elle est aussi une femme engagée dans diverses actions caritatives. En Polynésie française notamment, l'une de ses actions a consisté à distribuer des vêtements de la dernière collection de la marque Guess à des enfants de familles démunies. Elle sert également des repas aux sans-abris en Polynésie. Elle s'investit également dans des associations de lutte contre les violences faites aux femmes.[réf. souhaitée]
Sur l'initiative de Sylvie Tellier, Mareva Georges a posé avec 11 autres Miss France, sous l'objectif de Peter Lindbergh, en Polynésie française, pour le calendrier 2008 des Miss France en faveur de l'association ELA parrainée par Zinédine Zidane. Cette promotion s'est faite partout en France. Certaines Miss telles que Mareva ont fait la joie du public en lui offrant des journées spéciales dédicaces.[réf. souhaitée]
Le 5 décembre 2010, à la salle Wagram de Paris, elle fait partie du jury de l'élection de Miss Nationale 2011 (rebaptisé ensuite Miss Prestige National), concours concurrent de Miss France créé par Geneviève de Fontenay en octobre 2010 et dont la présidente est Christiane Lillio. L'élection est retransmise sur BFM TV.
Mareva Georges apporte son soutien aux jeunes candidates de Miss France (la société présidée par Sylvie Tellier), leur porte conseil, surveille leurs parcours et est un membre actif du jury du comité Miss Tahiti. Elle s'est beaucoup intéressée au parcours de Miss Tahiti 2013, Mehiata Riaria, élue 1re dauphine de Miss France 2014, Flora Coquerel, avec presque 2 % de moins que la Miss France élue. Dans un entretien accordé à un magazine en Polynésie Française, Mareva avoue que « Mehiata a le potentiel d'aller loin, comme moi auparavant »[pertinence contestée].
Le 19 décembre 2020, elle est membre du jury exclusivement féminin (composé d'anciennes Miss France) de l'élection de Miss France 2021 et présidé par Iris Mittenaere. L'élection se déroule au Puy du Fou et est retransmise en direct sur TF1.